# Lea Rue
Lea Rue (1 oktober 1993), artiestennaam van Emma Lauwers, is een Belgische zangeres.

## Levensloop en carrière
Lauwers begon haar zangcarrière op 11-jarige leeftijd in Eurokids 2005, waar ze deel uitmaakte van het duo Jess 'n Emmy. Haar echte doorbraak kwam 9 jaar later, toen ze deelnam aan The Voice van Vlaanderen, waar ze gecoacht werd door Axelle Red. In 2015 scoorde ze een hit met I Can't Say No!. De single kwam op 25 juli binnen in de Ultratop 50. Ook in Noorwegen kwam de single in de hitlijsten. Broiler heeft een remix gemaakt van de single. Lea Rue heeft ook samengewerkt met Lost Frequencies voor de single Are You With Me.
In 2022 heeft ze het nummer "Code rood" samen met Jaap Reesema uitgebracht.

## Discografie
| Single met hitnotering(en) in de Vlaamse Ultratop 50 | Datum van verschijnen | Datum van binnenkomst | Hoogste positie | Aantal weken | Opmerkingen                           |
| ---------------------------------------------------- | --------------------- | --------------------- | --------------- | ------------ | ------------------------------------- |
| I Can't Say No!                                      | 2015                  | 25-07-2015            | 2               | 15           |                                       |
| Sleep                                                | 2015                  | 26-12-2015            | 2               | 12           |                                       |
| River                                                | 2018                  | 16-06-2018            | tip9            | 6            |                                       |
| Watching You                                         | 2019                  | 23-03-2019            | tip2            | 13           |                                       |
| Code rood                                            | 2022                  | 25-06-2022            | 12              | 16           | met Jaap Reesema nr. 4 Vlaamse top 50 |